# Capillipedium pteropechys
Capillipedium pteropechys là một loài thực vật có hoa trong họ Hòa thảo. Loài này được (Clarke) Stapf mô tả khoa học đầu tiên năm 1922.